# Тетюшинские горы
Тетюшинские горы (тат. Тәтеш таулары) — возвышенность в Татарстане, на правом берегу реки Волга, ограничены долиной реки Улёма на западе, Волгой на востоке, селом Сюкеево на севере и селом Кашка на юге. Название получили от города Тетюши.
Расположение в разных источниках варьируется, восточную часть Тетюшинских гор, в которой располагались Сюкеевские пещеры, а также разрабатывается месторождение гипса, включают в Сюкеевы горы. Также в некоторых источниках в районе села Монастырское выделяются Монастырские горы.

## Полезные ископаемые
Тетюшинские горы сложены в том числе известняками; имеются сведения о добыче известняка в первой половине XX века. Также имеются месторождения серы и битумов. Наличие битумов привлекло искателей нефти, именно здесь были пробурены первые скважины на территории Татарстана, однако значимые месторождения не были обнаружены.

## Достопримечательности
- Долгая Поляна (заказник)